# Нова Східна вежа (Кам'янець-Подільська фортеця)
Нова́ схі́дна ве́жа — наріжна вежа № 1 Старого замку міста Кам'янець-Подільський. Зведена у середині XVI сторіччя.
Пам'ятка перехідного етапу від середньовічної до нової фортифікації.

## Назва
У XVI столітті новозведену на східному боці замку вежу назвали Новою Східною.

## Згадка в історичних джерелах
Уперше опис вежі зустрічається в «Реєстрі всіх будівель навколо замку Кам'янецького» за 1544 рік:

| «…Вежа новозбудована. Від першого крайнього рогу Ласької вежі у напрямку до Нової вежі пробили нині в скелі рів завдовжки в 35 ліктів, завглибшки в 6 і завширшки 8 ліктів. Навколо цієї ж вежі з боку поля висічений в скелі інший рів, завдовжки, рахуючи від зовнішнього рогу вежі, 44 ліктя; заввишки він 16 ½ ліктя… Від другого рогу тієї ж вежі в бік поля лупають у скелі рів; нині він на глибині 11 ліктів і протяжністю 56 ліктів… По третьому фасу тієї ж Нової вежі вилупали ще один рів завдовжки в 79 ліктів, заввишки (або завглибшки) в 16 ліктів, а завширшки навколо вежі - 31 лікоть. Роботи ці тепер закінчуються.[1] |
Про вежу є також згадка в описі «Інвентар і люстрація староств Кам'янецького та Летичівського» за 1613 рік:

| «У фундаменті має підвал (склеп) нижній, сходи до нього з двору погані, на підвалі маленькі сіни. У них кухня. Із сіней – кімната, комора. Прохід до вбиральні. Двері всі на завісах. На верхній поверх дерев'яні східці в сіни, там дві кімнати з вікнами, а третя від річки - для стрільби, піч біла, двері все на завісах; в нижній хаті – дві залізні ґрати, хата покрита ґонтом».[2] |

## Історія

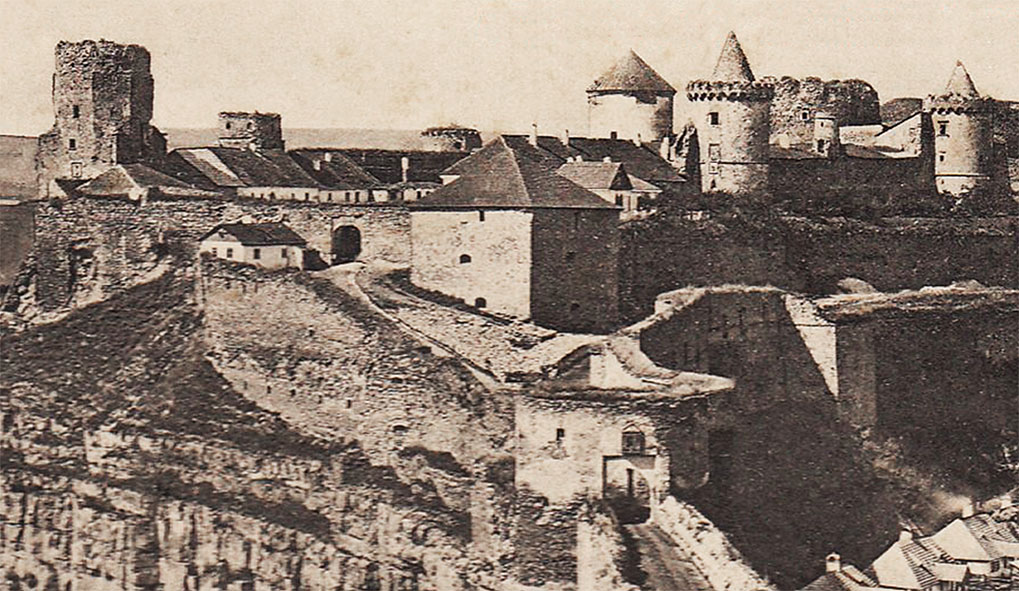
Нова вежа (в центрі), фото 1875 року

1544 року реконструкції замку проводив королівський архітектор і військовий інженер Йов Претфес (Претвич). Він розширив замок у східному напрямку і добудував до старої Чорної вежі Нову Східну. Її п'ятикутна форма відповідала тогочасним вимогам фортифікації, в яких поступово відбувався перехід від середньовічної баштової системи до новітньої. Вежу збудували над видовбаною у скелі криницею завглибшки 40,7 м, яка стала основним джерелом постачання води.
Однак пізніше вежа разом з Новою Західною виявилася найуразливішою. Під час штурму замку турками у 1672 році вона була частково зруйнована. Після пошкодження вежу відремонтували з переробкою верхнього ярусу.
У другій половині XVIII століття через відсутність води в криниці стояла занедбаною. 1798 року на двох нижніх ярусах встановили механізм на колесах для підйому води. На початку XIX сторіччя у вежі заклали всі бійниці і зробили шатровий дах.

## Опис
Вежа утворює східний зовнішній ріг Старого замку. Виступає на 11,5 м за перетин його східних і північних мурів. Вежа п'ятикутна в плані з розмірами сторін 10,5 — 13,8 м. Короткою стороною звернена на подвір'я. Кам'яні мури мають невеликий нахил. Їхня висота з боку дороги сягає 11 м, з двору — 5 м. Вхід на перший ярус по широких зовнішніх кам'яних сходам, розташованих уздовж східної стіни замку, на другий ярус — з рівня двору замку. Товщина підлогових мурів становить 3 — 3,2 м, дворових мурів — 1 м. Бійниці першого і другого ярусів — з розширюваними на обидві сторони щоками. У третьому ярусі, на північно-східних і східних мурах, влаштовані високі віконні прорізи, перекриті лучковою перемичкою. Перекриття плоскі по балках. На другому ярусі збереглося колесо діаметром 4,5 м, встановлене на рамі, за допомогою якого здійснювався підйом води. На двох фасадах вежі, що виходять до дороги, на висоті 6 і 7 м в кладку вставлені кам'яні ядра.
Східний фасад, між другим і третім ярусами, прикрашає пам'ятна білокам'яна плита, на якій латиною викарбувано:
| 1544 DEUS TIBI SOLI GLORIA IOB PRAETFUES ARCHITECTOR |

Напис перекладається як: «1544. Боже, тобі одному слава! Іов Претфус, архітектор». Цей текст перегукується з дев’ятим віршем 113-го псалму: 

| «Не нам, Господи, не нам, але Йменню Своєму дай славу за милість Твою, за правду Твою!».[6] |
Частина цього вірша була девізом Ордену тамплієрів. За припущенням дослідниці Ольги Пламеницької, архітектор Іов Претфус належав до однієї з пізніших гілок ордену.

## Реставраційні роботи
У 1946-1952 роках провели консерваційні роботи фортеці. У 1960-х роках під керівництвом архітектора-реставратора Євгенії Пламеницької проводились планомірні архітектурно-археологічні дослідження укріплень Старого замку. Державний науково-дослідний інститут теорії та історії архітектури та містобудування опрацював Генеральну програму консерваційно-реставраційних робіт по Старому замку та архітектурну концепцію реставрації, розроблену Є. Пламеницькою. У 1960-1980-х роках здійснили консервацію та реставрацію значної частини замкових укріплень, зокрема і Денної вежі.
Нові масштабні реставраційні роботи провели згідно з «Перспективною програмою консерваційних і реставраційних робіт по комплексу Старого і Нового замків» 1999 року, автором якої була дочка Євгенії Пламеницької  Ольга Пламеницька.